# فرودگاه آنگولا
فرودگاه آنگولا (به انگلیسی: Angola Airport) یک فرودگاه همگانی است . این فرودگاه در شهر آنگولا، نیویورک کشور ایالات متحده آمریکا قرار دارد و در ارتفاع ۲۱۶ متری از سطح دریا واقع شده است.